# Salud con lupa
Salud con lupa es un medio digital de comunicación independiente y colaborativo peruano, especializado en la verificación de datos respecto a la salud pública en Perú y América Latina. Fue fundado el 8 de julio de 2019 por Fabiola Torres, Mayté Ciriaco y Jason Martínez. Este medio de comunicación digital es miembro del Global Investigative Jounalism Network.

## Historia
En 2016, a dos años de cofundar Ojo Público con sus colegas periodistas, Fabiola Torres Torres (entonces directora de la unidad de datos del medio) creó el grupo de Facebook "Red Latinoamericana de Periodistas de Salud" para compartir noticias sobre salud pública, que crecería hasta tener tres mil miembros.
En 2017, Fabiola Torres fue elegida por la International Center for Journalists (ICFJ) Knight Fellow, un reconocimiento que este centro otorga a periodistas porque lideran proyectos de medios transformadores en todo el mundo, que le otorgó financiamiento que usaría para fundar Salud con Lupa.
Durante el 2018 y la primera mitad de 2019, Fabiola Torres se alió con Jason Martínez y Mayté Ciriaco para lanzar la plataforma Salud con Lupa. Como periodista de investigación, Torres se haría cargo de las investigaciones y de la búsqueda de financiamiento. Jason Martínez asumió como jefe de tecnología, al ser un científico en computación con experiencia en desarrollo de aplicaciones de noticias y periodismo de datos; y Mayté Ciriaco, profesora y periodista con experiencia en investigación, le dio el enfoque pedagógico que necesitaba el medio ante la proliferación de desinformación y soluciones médicas fraudulentas.
Con el financiamiento del ICFJ, en sus primeros 6 meses, Salud con lupa pudo llevar un ritmo de revista digital, con agenda propia y con énfasis en los explainers, formato periodístico estructurado con base en preguntas y respuestas; es decir, era un medio que generaba información de largo aliento sin tanta “presión ni urgencia”.
Sin embargo, con la irrupción de la pandemia por el Covid-19, Salud con Lupa modificó su propuesta inicial. Además de las series investigativas, empezaron a publicar notas cortas e informativas, de forma más regular.
En febrero de 2020, Salud con Lupa se convierte en uno de los siete ganadores del Fact-Checking Innovation Initiative, premio organizado por la International Fact-Checking Network y Facebook Journalism Project, por lo que se le otorgó USD $ 50 000. Con la propuesta "Lupa Colectiva", proyecto de fact checking para desacreditar noticias falsas sobre salud en línea, fue la única con un equipo latinoamericano e información en español frente a las 90 iniciativas presentadas a nivel mundial.
En mayo de 2020 decidieron lanzar el Programa Lupa, un proyecto que reunió a periodistas de diez países de América Latina para cubrir la pandemia de forma colaborativa y rápida, y con el apoyo del Centro Internacional para Periodistas y la Fundación Knight.

## Premios y reconocimientos
El medio fue elegido por el Fact-Checking Innovation Initiative, premio organizado por la International Fact-Checking Network y Facebook Journalism Project, por lo que se le otorgó USD $ 50 000 para el proyecto Lupa Colectiva, a desarrollarse entre marzo y diciembre de 2020.

## Series investigativas
Su primer proyecto periodístico -llevado a cabo de manera colaborativa y en alianza con periodistas de Perú, México, Colombia y Chile- se tituló La salud en la mesa del poder, se publicó en julio de 2019 y tuvo el objetivo de develar las prácticas de incidencia de corporaciones farmacéuticas y de alimentos en las políticas públicas para su propio beneficio.
En otra serie de investigación posterior, titulada El otro Perú, los investigadores de Salud con Lupa dieron a conocer los impactos de la pandemia de Covid-19 en cinco departamentos de la Amazonía peruana: Amazonas, Loreto, Madre de Dios, San Martín y Ucayali.

## Estructura
- Noticias
- Climatopedia
- Comprueba
- Salud mental
- Medio Ambiente
- Género
- Sobremesa
- Opinión
- Biblioterapia
- Especiales